# Редграніт (Вісконсин)
Редграніт (англ. Redgranite) — селище (англ. village) в США, в окрузі Вошара штату Вісконсин. Населення — 2061 особа (2020).

## Географія
Редграніт розташований за координатами 44°3′12″ пн. ш. 89°6′52″ зх. д. / 44.05333° пн. ш. 89.11444° зх. д. (44.053342, -89.114356).  За даними Бюро перепису населення США в 2010 році селище мало площу 5,92 км², з яких 5,90 км² — суходіл та 0,03 км² — водойми.

## Демографія
Згідно з переписом 2010 року, у селищі мешкало 2149 осіб у 509 домогосподарствах у складі 275 родин. Густота населення становила 363 особи/км².  Було 583 помешкання (98/км²).
Расовий склад населення:
| - 77,4 % — білих - 17,8 % — чорних або афроамериканців - 1,9 % — корінних американців - 0,3 % — вихідців з тихоокеанських островів - 0,1 % — азіатів - 1,4 % — осіб інших рас |

До двох чи більше рас належало 1,2 %. Частка іспаномовних становила 3,0 % від усіх жителів.
За віковим діапазоном населення розподілялося таким чином: 11,6 % — особи молодші 18 років, 75,5 % — особи у віці 18—64 років, 12,9 % — особи у віці 65 років та старші. Медіана віку мешканця становила 39,3 року. На 100 осіб жіночої статі у селищі припадало 267,4 чоловіків;  на 100 жінок у віці від 18 років та старших — 312,1 чоловіків також старших 18 років.
Середній дохід на одне домашнє господарство  становив 39 324 долари США (медіана — 32 833), а середній дохід на одну сім'ю — 53 454 долари (медіана — 48 672). Медіана доходів становила 31 369 доларів для чоловіків та 40 417 доларів для жінок. За межею бідності перебувало 23,6 % осіб, у тому числі 16,8 % дітей у віці до 18 років та 28,8 % осіб у віці 65 років та старших.
Цивільне працевлаштоване населення становило 509 осіб. Основні галузі зайнятості: виробництво — 26,7 %, освіта, охорона здоров'я та соціальна допомога — 22,8 %, публічна адміністрація — 12,2 %, транспорт — 9,4 %.